# Шоок, Мартин
Мартин Шоок (нем. Martin Schook; 1 апреля 1614, Утрехт — 1667,  Франкфурт-на-Одере) — немецкий учёный XVII века. Профессор словесности и красноречия в Утрехтском университете, а с 1640 г. — профессор логики и физики в университете Гронингена. Известен полемическими трудами, направленными против картезианства и янсенизма. Доктор философии.

## Биография
Голландского происхождения. Его родители были ремонстрантами и прочили сыну карьеру священника.
С 1632 года изучал теологию и философию в Лейденском университете. Ученик Антония Валея. Около 1636 года под руководством Гисберта Воеция защитил докторскую степень по философии.
Около 1638 года стал профессором классической литературы, риторики и истории в Университете Девентера, в 1640 году профессором логики и физики в университете Гронингена.
Из-за своей страсти к спорам, диспутам и состязательности приобрёл много неприятностей. Был случай, когда Декарт пожаловался послу Франции за нападки М. Шоока на него. Шоок был арестован и провёл несколько дней в тюрьме.
После смерти своей первой жены, Анжелики ван Мерк, с которым у него было семь сыновей и дочь, попал в финансовые трудности. Заключил второй брак с вдовой, которая думала, что он богат. Его положение ухудшилось настолько, что он поддался её уговорам и в 1664 оставил профессуру в Гронингене.
Позже стал официальным историком курфюрста Бранденбурга из дома Гогенцоллернов в Берлине. На этой должности его сменил Жан-Батист Роколь. Вскоре получил должность почётного профессора Университета Виадрина во Франкфурте-на-Одере, где и умер.
Автор около 50 трудов на латинском языке. Главнейшие из них:
- «Desperatissima causa papatus, nuper misere proodita, nunc turpiter deserta a C. Jansenio et postremo magno auctuario locupletata a Lib. Fromondo» (Амстердам, 1638);
- «Auctuarium ad desperatissimam causam papatus» (1645);
- «Philosophia Cartesiana, sive admiranda methodus novae philosophiae Renati Descartes» (1643). Так как в последней книге Декарт обвинялся его в атеизме, то М. Шоок был привлечен к суду и для удовлетворения своего противника напечатал в 1646 г.: «Deductio causae Cartesiano-Voetianae» (Гронинген).

Из других трудов М. Шоока следует указать:
- «De bonis ecclesiasticis» (Гронинген, 1651);
- «Disquisitio circa decalogum, speciatim quartum praeceptum de Sabbatho ejusque moralitate» (ib., 1660).

Кроме того, ему принадлежит ряд трудов по естественным наукам:
- «De natura soni et echus» (Утрехт, 1638);
- «De ovo et pullo» (Утрехт, 1643);
- «Tractatus de turffis, sive cespitibus bituminosis» (Утрехт, 1658);
- «Tractatus de butyro» (Утрехт, 1658, 1664);
- «Disquisito physica de signaturis foetus» (Утрехт, 1660);
- «De ciconiis tractatus» (Утрехт, 1660; Амстердам, 1661);
- «De cerevesia» (Утрехт, 1661);
- «De sternutatione tractatus copiosus» (Утрехт, 1659, 1664).